# Paola Cabezas
Pour les articles homonymes, voir Cabezas.
Janeth Paola Cabezas Castillo, née le 4 septembre 1978 à Esmeraldas est une femme politique équatorienne et ancienne présentatrice de télévision. Elle est gouverneure de la province d'Esmeraldas de 2013 à 2016. Membre du Mouvement révolutionnaire citoyen (RC) elle est élue à l'Assemblée nationale équatorienne en 2021. Elle y est cheffe de la plus grande coalition politique, l'UNES.

## Biographie

### Formation
Paola Cabezas est diplômée de l'Université de Guayaquil en 2008, puis étudie le marketing politique à l'Université du Salvador à Buenos Aires, où elle obtient une maîtrise.

### Début de carrière
En 2009, Paola Cabezas devient la première présentatrice afro-équatorienne pour la chaîne Ecuador TV,. En 2010, elle entre dans l'administration publique, où elle occupe plusieurs postes jusqu'en 2013.

### Carrière politique
En 2013, Paola Cabezas est nommée gouverneure de la province d'Esmeraldas par le président équatorien de l'époque, Rafael Correa. Elle est remplacée  en 2016 avec l’arrivée d'un nouveau président.
Elle est nommée au comité chargé de superviser la reconstruction du pays après le tremblement de terre de 2016. Sa région est l'une des deux régions plus touchées et elle est la seule représentante du comité venant de la province d'Esmeraldas en octobre 2016.
Aux élections législatives de 2017, elle est élue députée suppléante d'Augusto Espinosa. Aux élections législatives de 2021, elle est élue députée grâce à l'alliance politique UNES. En mai 2021, après la démission de Sofía Espín de cheffe de groupe, Paola Cabezas reprend son rôle.
Paola Cabezas se représente aux élections législatives de 2023 et est réélue.